# King Kong (pel·lícula de 1933)
King Kong és una pel·lícula de monstres estatunidenca estrenada el 1933, dirigida per Merian C. Cooper i Ernest B. Schoedsack.
La pel·lícula ha estat doblada al català i va ser emesa per primera vegada per a TV3 el 25 de setembre de 2000.

## Argument
Carl Denham és un realitzador en fallida que té la intenció de rodar una pel·lícula sobre la misteriosa Illa del Crani. Contracta la jove Ann Darrow com a actriu principal i amb ella i el marí Jack Driscoll va amb vaixell cap al lloc del rodatge. Durant el viatge, Jack i Ann s'enamoren.
Arribats a l'illa, descobreixen una tribu d'indígenes que han construït una gran barrera davant la jungla. Aquests indígenes veneren Kong, el seu déu. Agafen Ann per oferir-la en sacrifici a Kong que viu a l'altra banda de la barrera. Kong es revela ser un simi gegant. Apoderant-se d'Ann, s'enamora de la jove i se'n va amb ella sense fer-li mal.
La tripulació de Denham s'endinsa a la jungla de l'illa per salvar Ann, fent front a perillosos dinosaures. El mateix Kong s'enfronta un tiranosaure per protegir Ann. Jack aconsegueix arrencar la jove dona de Kong que l'havia portat al punt més alt de l'illa. Mentre que els altres supervivents tornen al vaixell, Kong aconsegueix passar a través de la barrera i, furiós, destrossa el poble dels indígenes. Denham adorm Kong amb una bomba de gas soporífer. El realitzador té la idea de portar Kong a Nova York per exposar-lo com la vuitena meravella del món.
Arribats a Nova York, Kong és encadenat i exhibit en públic. Els flaixos de les càmeres fotogràfiques dels periodistes espanten Kong que és prou fort per alliberar-se de les seves cadenes. Escapant-se, causa l'enrenou i la destrucció a la ciutat i va a la recerca d'Ann. Aquesta última s'ha amagat en un immoble amb Jack però és treta per Kong que grimparà al punt més alt de Nova York: l'Empire State Building.
Arribats al cim de l'immoble amb Ann, Kong és atacat per avions armats amb metralladores. Resisteix en principi als assalts, arribant fins i tot a destruir un avió, però la seva força té límits, sucumbeix sota les bales i cau de l'Empire State Building, estavellant-se al carrer.
King Kong és mort. Carl Denham arriba i diu: «No van ser els avions, sinó la Bella la que ha matat la Bèstia. »

## Repartiment
- Fay Wray: Ann Darrow
- Robert Armstrong: Carl Denham
- Bruce Cabot: Jack Driscoll
- Frank Reicher: capità Englehorn
- Sam Hardy: Charles Weston
- Noble Johnson: el cap indígena
- Steve Clemente: el bruixot curador
- James Flavin: el tinent
- Victor Wong: Lumpy
- Walter Ackerman: Periodista (no surt als crèdits)

## Doblatge[2]
| Actor            | Personatge                   | Doblatge         |
| ---------------- | ---------------------------- | ---------------- |
| Fay Wray         | Ann Darrow                   | Núria Domènech   |
| Robert Armstrong | Carl Denham                  | Jordi Boixaderas |
| Frank Reicher    | Capità Englehorn             | Claudi García    |
| Bruce Cabot      | Primer Oficial Jack Driscoll | Santi Lorenz     |
| Sam Hardy        | Charles Weston               | Jaume Comas      |

## Producció

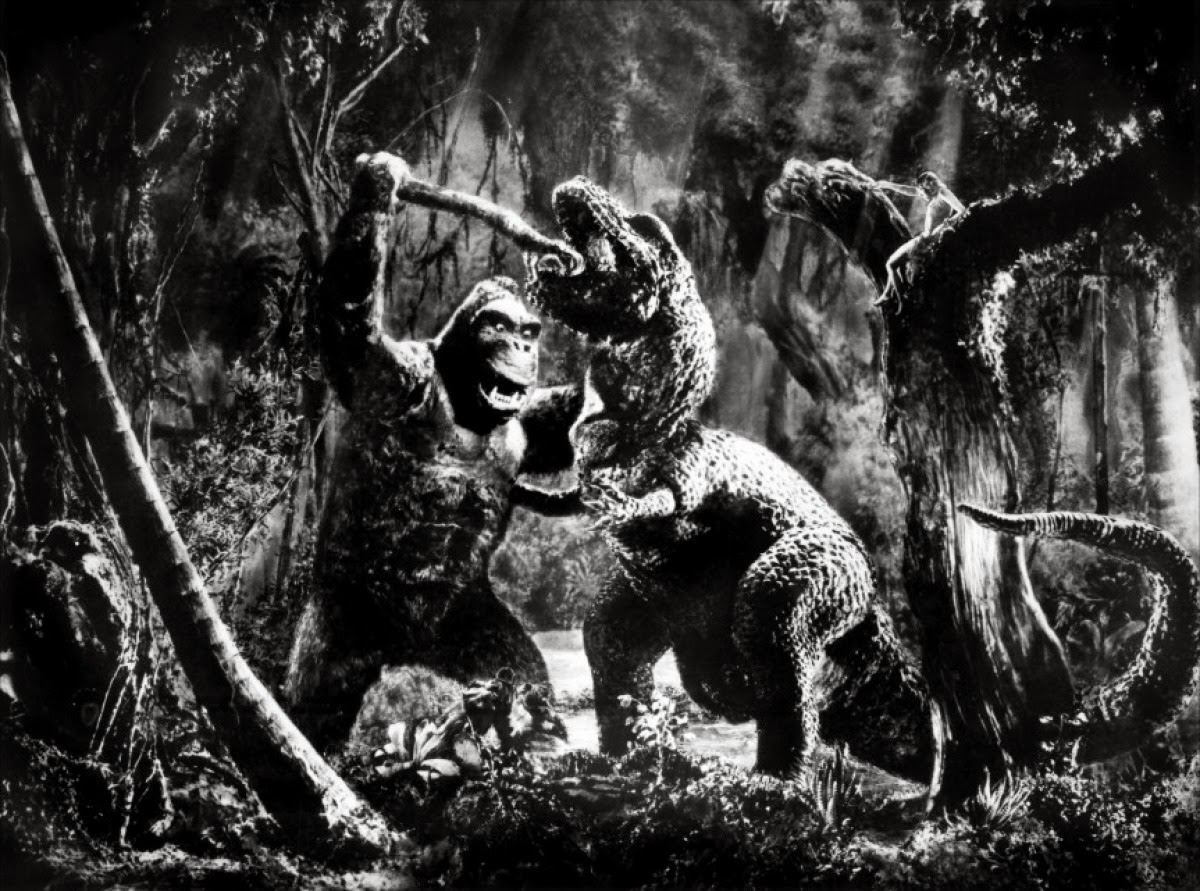
Imatge promocional on Kong lluita contra un tiranosaure.

En un principi, la pel·lícula va ser titulada La vuitena meravella (The Eighth Wonder en anglès). Els pamplets de premsa van ser enviats el 1932 per entusiasmar als propietaris dels cinemes i que presentessin La vuitena meravella en els seus anuncis. En el guió original, el goril·la és anomenat tan sols Kong i van ser els publicistes que van afegir el "King", de manera que en la pel·lícula el nom complet apareix només en els títols d'obertura i als crèdits final.
La porta gegant usada en King Kong va ser cremada juntament amb un plató cinematogràfic per a una escena que recreava l'incendi d'Atlanta en la pel·lícula Allò que el vent s'endugué. Aquesta porta havia estat construïda originalment per al llargmetratge de 1927, Rei de reis.
Algunes escenes a la selva es van filmar en el mateix escenari de la pel·lícula Les caceres del comte Zaroff. Les ubicacions de l'escenari d'aquesta pel·lícula van tenir lloc a la península de Palos Verdes, però les escenes dels penya-segats es van rodar a San Pedro, Long Beach i Redondo Beach. L'Illa Santa Catalina va ser una altra localització que es va usar per filmar escenes ambientades en la selva.
El model de Kong va ser fet amb una mena d'esquelet d'acer, emplenat amb cotó i cobert amb làtex perquè pogués moure de manera natural. Aquest model va ser recobert després amb pells d'os. La retroprojecció va ser una tècnica de composició fotogràfica usada perquè Kong pogués aparèixer en escena juntament amb Fay Wray. Per aquesta mateixa fi, es van recrear models en miniatura dels personatges.

## Efectes pràctics i Stop Motion
El procés de producció d'aquesta pel·lícula va estar basat en els efectes pràctics on destaca la tècnica del Stop Motion.
Per la representació del gran goril·la situat en grans espais com la selva o la ciutat es van utilitzar ninots animatrònics, uns prototips construïts a partir d'engranatges que permetien el moviment propi. L'encarregat de realitzar aquests procediments tècnics amb aquest tipus de maquetes de diferents mides va ser Willis O'Brien, especialitzat en l'ús d'aquest tipus de sistema en anteriors pel·lícules de dinosaures i altres tipus d'animació. En alguns casos els ninots animatrònics es feien servir en escenes que necessitaven un pla proper al gran monstre. Els mecanismes facilitaven la mobilitat del personatge que s'havia construït i, per consegüent, donava una sensació més real als ulls de l'espectador. Per una altra banda, la tècnica del Stop Motion es va fer servir en escenes on els plans eren més general i no es tenia una visió detallada de l'animal, per això la construcció de l'acció s'havia de fer pas per pas col·locant al ninot de goril·la fent tots els seus moviments de forma manual.

## Psicologia de Kong
- Kong enamorat: s'enamora de la bella que se li proposava com a àpat.
- Kong prudent: després d'haver pegat un altre animal, en verifica sempre la defunció.
- Kong valent: no retrocedeix mai davant el perill i s'enfronta sempre als seus enemics fins al final.
- Kong nostàlgic: a Nova York, comprova a l'Empire State Building l'alçada de la seva muntanya natal.

## Al voltant de la pel·lícula

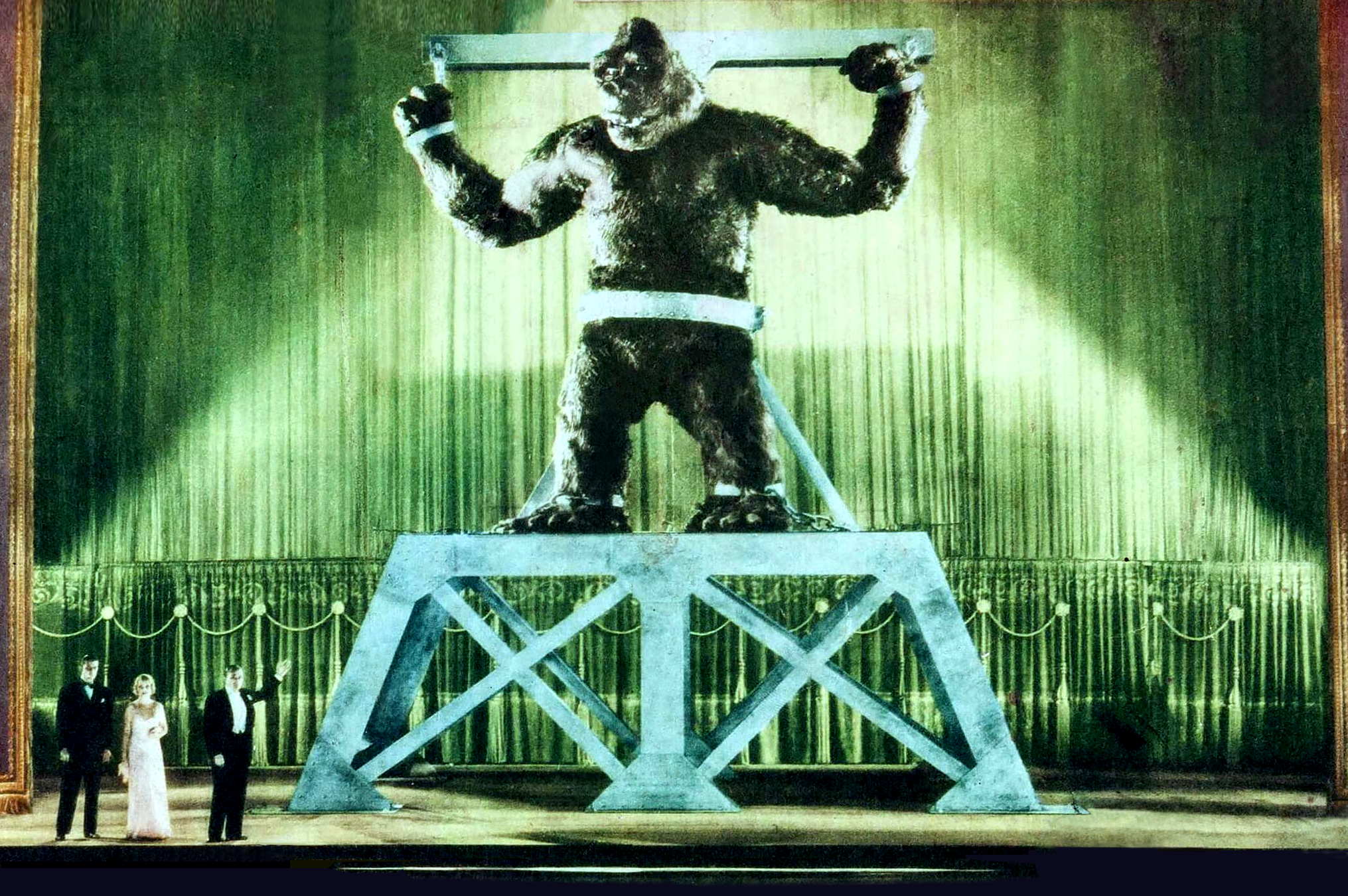

* Segons el lloc, la mida de King Kong varia durant la pel·lícula: es pot considerar de 6 metres a l'illa, una mica més de 7 a Nova York i gairebé 20 dalt de l'Empire State Building.
- L'aspecte de Kong canvia també: existeix diferències notables entre el simi de Skull Island i el de Nova York.
- Els pilots dels avions són interpretats per Merian C. Cooper i Ernest B. Schoedsack, els realitzadors de la pel·lícula.
- La pel·lícula va ser reestrenada diverses vegades entre 1938 i 1956, amb diversos nous talls. Fins al 1971 no es pot veure la pel·lícula gairebé completa (per exemple el despullament de Fay Wray per la bèstia, que havia tallat la censura el 1938). Tanmateix, almenys una escena resta inèdita, aquella on quatre marins són devorats vius per una aranya gegant. Aquesta escena havia estat tallada a petició del productor després de l'estrena de la pel·lícula i no se n'han trobat més que alguns trossos. També, a l'edició en DVD de la pel·lícula el 2005, el realitzador Peter Jackson i una equip d'especialistes dels efectes especials han recreat l'escena, inclosa en els extres del DVD. Més de 90% de la pel·lícula és feta de trucs (animació imatge per imatge, composició de plans...).
- La pel·lícula va superar el seu pressupost més de 80%.
- El mateix any 1933, Ernest B. Schoedsack en fa una continuació:  El Fill de King Kong  (Son of Kong), on es descobreix que King Kong havia deixat darrere d'ell un fill. Treta massa de pressa, aquesta continuació va ser un fracàs.
- La pel·lícula ha donat lloc a dos remakes:
  - King Kong: un remake dirigit per John Guillermin amb Jessica Lange i Jeff Bridges el 1976. Aquesta pel·lícula serà seguida d'una continuació 10 anys més tard King Kong 2 (King Kong Lives).
  - King Kong: una nova versió per Peter Jackson estrenada el 2005.

- Altres pel·lícules menors o sèries de televisió han explotat el personatge:
  -  El colós de Hong Kong , pel·lícula de Hong Kong de Meng-Hwa Ho estrenada el 1977.
  -  The Mighty Gorga , pel·lícula americana de David L. Hewitt estrenada el 1969.
  -  King Kong torna! , pel·lícula americanocoreana de Paul Leder estrenada el 1977.
  -  Ieti, el gegant d'un altre món , pel·lícula italiana estrenada el 1977.
- El grunyit de Kong és construït a partir del rugit d'un tigre passat a l'inrevés al ralentí, reproduït quatre vegades per aconseguir una durada de 30 segons i mesclat amb un tros de lladruc de gos.
- Aquesta pel·lícula forma part de les nombroses referències de la cançó d'introducció de The Rocky Horror Picture Show: "Double feature".
- La pel·lícula de Cooper i Schoedsack inventa un mite exclusivament cinematogràfic. En efecte, Kong no prové d'una creació literària i aquest mite no existia abans de la pel·lícula. Els realitzadors s'han inspirat tanmateix en la pel·lícula de 1925  El món perdut  adaptació de la novel·la homònima d'Arthur Conan Doyle (aquesta novel·la d'aventures, situada a l'altiplà andí va inspirar l'imaginari del llargmetratge d'animació Allà dalt). Les criatures del Món perdut - dinosaures i un gran simi - eren animats per Willis O'Brien, el mag dels efectes especials que Cooper i Schoedsack van contractar, i que és considerat com una referència a tot el Hollywood de les pel·lícules X.
- El 2013 es va estrenar a Melbourne un musical basat en la pel·lícula, estrenant-se a Broadway el 8 de novembre de 2018.[9]